# Shenda Román
Elisenda Dominga Román Dobson, conocida artísticamente como Shenda Román (Arica, 4 de agosto de 1928) es una actriz chilena de teatro, radioteatro, cine y televisión. También ha ejercido como dramaturga, directora y docente chilena.Román ha sido protagonista de una época cultural cinematográfica chilena llamada el Nuevo Cine Chileno de los directores Raúl Ruiz y Miguel Littin entre 1967 y 1973.

## Biografía
Nació el 4 de agosto de 1928 en Arica. Por su vía materna, su madre es ascendente inglesa.
Durante su adolescencia se trasladó a Santiago de Chile, donde cursó sus estudios en el Liceo Experimental Darío Salas. En su etapa escolar, tempranamente trabajó con Emilio Gaete y Mirella Latorre en diversos radioteatros de Radio Prat y Radio Minería. Posteriormente, ingresó al Instituto Pedagógico de la Universidad de Chile para estudiar Pedagogía en Inglés, carrera que desistió por teatro. Luego, en 1949 ingresó a la Escuela de Teatro de la Universidad de Chile, egresando como actriz en 1951.
El debut profesional de Shenda Román ocurrió 1952 en la obra Fuenteovejuna de Lope de Vega, de la compañía Teatro Experimental de la Universidad de Chile (TEUCH) estrenada en el Teatro Municipal de Santiago. Dotada de una fuerte presencia escénica, además de una versatilidad que le ha permitido enfrentar el drama social y la comedia con equiparidad de resultados, Shenda Román logró un amplio repertorio escénico que incluyó tanto el teatro clásico como el contemporáneo en obras como Madre coraje, Doña Rosita la soltera, Las preciosas ridículas, El sombrero de paja de Italia y Muerte de un vendedor viajero. Abandonó la compañía universitaria en 1959.
En 1960 se estableció en Concepción y se unió a la compañía Teatro de la Universidad de Concepción (TUC), en el que hizo pareja con el actor, Nelson Villagra, su marido por muchos años. En esta etapa, trabajó como actriz y docente.
En 1966 Shenda Román retornó a la capital y debutó en televisión con programas de teleteatro universal y las primeras series de televisión producida por Canal 13 y Canal 9. Entre 1968 y 1969 junto a Nelson Villagra, Delfina Guzmán, Luis Alarcón y Jaime Vadell fundaron la compañía de teatro El Cabildo.
Como si fueran pocas las virtudes de su natural talento, para el cine resultó dotada de un rostro muy fotogénico y de una sensualidad tan natural como realista, que le permitiría dar vida a personajes populares de gran solidez y contundencia visual. Debutó en El tango del viudo, uno de los primeros trabajos de Raúl Ruiz, quien también la tendría como protagonista femenina de Tres tristes tigres (1968), rol que ya había hecho en teatro y en el que alcanzó probablemente su mejor actuación cinematográfica. Más breve, pero igualmente intensa es su actuación en El Chacal de Nahueltoro (1969) de Miguel Littin, siempre junto a Nelson Villagra. Todavía con dirección de Littin destacaría por su participación episódica en La tierra prometida (1972), donde sostiene con la mirada un plano-secuencia de antología y que sería su último trabajo cinematográfico antes de exiliarse a causa de la llegada de la Dictadura de Augusto Pinochet. En Cuba y Suecia seguiría actuando en teatro y cine.
En 1976 protagonizó la película cubana Cantata de Chile de Humberto Solás basada en la Matanza de la Escuela Santa María de Iquique. El filme recibió importantes elogios y premios en los festivales; Festival Internacional de Cine de Karlovy Vary, Festival Internacional de Cine de Cartagena de Indias y Festival de Cine Iberoamericano de Huelva.
De regreso del exilio alternó espaciadas actuaciones con la labor docente, volviendo al cine solo en cortometrajes. Ocasionalmente, aparece en las tablas, demostrando que no ha perdido ninguna de sus notables capacidades dramáticas. 
En 1988 Shenda Román fundó el Instituto de Arte Pedro de la Barra para dedicarse a la enseñanza del teatro a sectores vulnerables.
Tras cuarenta años de su último filme, en 2014 actúa en Santiago Violenta de Ernesto Díaz Espinoza, La voz en off de Cristián Jiménez y La madre del Cordero de Rosario Espinosa y Enrique Farías.

## Vida personal
Shenda Román contrajo matrimonio en 1960 con el actor Nelson Villagra, con quien tuvo tres hijos; Francisco (nacido en 1961), Nelson (nacido en 1963); músico, y Álvaro Villagra Román (nacido en 1964). Los primeros años la familia residió en la comuna de Providencia, y luego en La Habana hasta su separación a fines de 1987.

## Exilio político
Shenda Román quedó a cargo de sus tres hijos y completamente desempleada, debido al exilio político de su esposo Nelson Villagra, miembro del Movimiento de Izquierda Revolucionaria (MIR). Román decidió salir de Chile y se instaló en Buenos Aires gracias al programa de refugiados de ONU (Acnur). Al mes siguiente, Cuba la acogería en la ciudad de La Habana. Regresó a su país natal en 1988.

## Filmografía
| Año  | Título                                            | Papel          | Director          |
| ---- | ------------------------------------------------- | -------------- | ----------------- |
| 1967 | El tango del viudo                                | Lola           | Raúl Ruiz         |
| 1968 | Tres tristes tigres                               | Amanda Labarca | Raúl Ruiz         |
| 1969 | El chacal de Nahueltoro                           | Rosa Rivas     | Miguel Littín     |
| 1971 | Nadie dijo nada                                   | Elsa           | Raúl Ruiz         |
| 1971 | Entre ponerle y no ponerle                        |                | Héctor Ríos       |
| 1972 | La tierra prometida                               | Mercedes       | Miguel Littín     |
| 1974 | Cantata de Chile                                  |                | Humberto Solás    |
| 1982 | Presencia lejana                                  | Julia          | Angelina Váquez   |
| 2014 | La madre del cordero                              | Carmen         | Rosario Espinosa  |
| 2014 | La voz en off                                     | Abuela         | Cristián Jiménez  |
| 2015 | Santiago Violenta                                 | Marilyn        | Ernesto Díaz      |
| 2016 | Y todo el cielo cupo en el ojo de una vaca muerta | Emeteria       | Francisca Alegría |
| 2020 | El tango del viudo y su espejo deformante         | Lola           | Valeria Sarmiento |
| 2020 | No era depresión, era capitalismo                 | Ella misma     | Chamila Rodríguez |

## Televisión
| Año       | Título                            | Notas            | Canal    |
| --------- | --------------------------------- | ---------------- | -------- |
| 1966      | Haras la Revoltosa                | Episodios        | Canal 13 |
| 1965-1967 | Historia de los lunes             | Elenco principal | Canal 9  |
| 1967      | Historia sin palabras             | Protagonista     | Canal 13 |
| 1968      | El loco Estero                    |                  | Canal 13 |
| 1968      | Incomunicados                     |                  | Canal 13 |
| 1969      | Don Camilo                        | Elenco principal | Canal 9  |
| 1970      | Collage... Periodistas y algo más | Elenco principal | Canal 9  |
| 1973      | Vamos mujer                       | Conductora       | Canal 9  |

## Teatro
Protagonista de grandes obras del repertorio Nacional y Universal. Participó en alrededor de 70 montajes teatrales.
- 1952: Fuenteovejuna
- 1953: Madre coraje
- 1953: Chañarcillo
- 1953: La zapatera prodigiosa.
- 1954: Noche de Reyes
- 1954: Doña Rosita la soltera
- 1955: Living Room
- 1956: Las preciosas ridículas
- 1956: Un caso Interesante
- 1956: Los Geniales Sonderling
- 1957: Las brujas de Salem
- 1958: Largo viaje hacia la noche
- 1958. Discípulos del miedo
- 1959: El sombrero de paja de Italia
- 1959: La ópera de los tres centavos
- 1959: Intereses creados
- 1960: Té y simpatía
- 1960: La zapatera prodigiosa
- 1962: La niña madre
- 1967: Tres tristes tigres
- 1971: La mantis religiosa
- 1973: La tercera oreja
- 1987: Cuentos y razones
- 1988: Pachamama
- 1989: La empresa perdona un momento de locura
- 1996: ¡Mulata, yo sé que tú..!
- 1997: El Rito, Clitemnestra o el Crimen
- 2014: Los predifuntos

## Radio
Shenda Román ha participado como locutora radial y actriz de radioteatro de la siguiente lista:
- Radio Prat
- Radio Santiago
- Radio Cooperativa
- Radio Agricultura.
- Radio Minería

## Premios y reconocimientos
- 1968: Premio Medalla de Plata Radiomania a la Mejor Actriz de Teatro
- 2015: recibe premio Elena Caffarena por su aporte en la defensa de los derechos de las mujeres en Chile.[16][17]
- 2016: Medalla a la Trayectoria por los 75 años del Teatro Experimental de la Universidad de Chile.
- 2016: recibe una Pensión de gracia por el gobierno de la Presidenta de la República de Chile, Michelle Bachelet.
- 2018: recibió un homenaje a la trayectoria por el Sindicato de Actores de Chile a su trayectoria.[18]
- 2021: recibió un homenaje por el Festival de Cine de Mujeres (Femcine).[19]
- 2021: recibió el Premio Pelu Ruz a la trayectoria otorgado por el Gobierno Regional de O'Higgins, la Corporación O´Higgins Crea, la Corporación Cultural de Rancagua y el Instituto de Altos Estudios Audiovisuales de la Universidad de O'Higgins.[20]